# Liste des lieux patrimoniaux du comté de Halifax
Cet article recense les lieux patrimoniaux du comté de Halifax en Nouvelle-Écosse inscrit au répertoire des lieux patrimoniaux du Canada, qu'ils soient de niveau provincial, fédéral ou municipal.

## Liste
| [ 1 ] | Lieu patrimonial                                                                                 | Illustration                                                                          | Municipalité         | Adresse                                                                           | Coordonnées          | No | Constr. | Prot.                                                             | Rec. | Notes  |
| ----- | ------------------------------------------------------------------------------------------------ | ------------------------------------------------------------------------------------- | -------------------- | --------------------------------------------------------------------------------- | -------------------- | --- | ------- | ----------------------------------------------------------------- | ---- | ------ |
| M     | Fort Sackville Scott Manor House                                                                 | Fort Sackville Scott Manor House                                                      | Bedford              | 15 Fort Sackville Road                                                            | 44.7293 -63.6601     | (Nouvelle-Écosse), 3143 (municipalité de Bedford) 2987 (Nouvelle-Écosse), 3143 (municipalité de Bedford) | 1770    | Provincially Registered Property, Municipally Registered Property | 1988 |        |
| P     | Moirs Ltd. Power House                                                                           | Moirs Ltd. Power House                                                                | Bedford              | 926 Bedford Highway                                                               | 44.7141 -63.678      | (Nouvelle-Écosse), 3150 (municipalité de Bedford) 2755 (Nouvelle-Écosse), 3150 (municipalité de Bedford) | 1932    | Provincially Registered Property, Municipally Registered Property | 1989 |        |
| M     | The Teachery                                                                                     | Téléverser                                                                            | Bedford              | 9 Spring Street                                                                   | 44.7273 -63.6667     | 3381 | 1892    | Municipally Registered Property                                   | 1992 |        |
| P     | Elsie Hume House                                                                                 | Téléverser                                                                            | Black Point (en)     | 8502 No. 3 Highway                                                                | 44.6529 -63.9834     | 7823 | 1852    | Provincially Registered Property                                  | 1988 |        |
| P     | Clam Harbour Archaeological Site - BeCr-04                                                       | Téléverser                                                                            | Clam Harbour         |                                                                                   | 44.71 -62.86         | 14895 |         | Special Place                                                     | 1981 |        |
| P     | Cole Harbour Farm                                                                                | Téléverser                                                                            | Cole Harbour         | 471-475 Poplar Drive                                                              | 44.6726 -63.4995     | 6559 |         | Provincially Registered Property                                  | 1984 |        |
| P     | Cole Harbour Meeting House                                                                       | Téléverser                                                                            | Cole Harbour         | 1436 Cole Harbour Road                                                            | 44.6725 -63.4699     | 6651 |         | Provincially Registered Property                                  | 1998 |        |
| M     | 70 Victoria Road                                                                                 | 70 Victoria Road                                                                      | Dartmouth            | 70 Victoria Road                                                                  | 44.6706 -63.5698     | 8074 | 1869    | Municipally Registered Property                                   | 1983 |        |
| M     | 90-92 Ochterloney Street                                                                         | 90-92 Ochterloney Street                                                              | Dartmouth            | 90-92 Ochterloney Street                                                          | 44.6679 -63.5669     | 10385 |         | Municipally Registered Property                                   | 1985 |        |
| M     | Alexander James House (Evergreen House)                                                          | Alexander James House (Evergreen House)                                               | Dartmouth            | 26 Newcastle Street                                                               | 44.6666 -63.56       | 3075 | 1867    | Municipally Registered Property                                   | 1981 |        |
| M     | Alexander Lawlor House                                                                           | Alexander Lawlor House                                                                | Dartmouth            | 38 King Street                                                                    | 44.6654 -63.5662     | 4124 | 1872    | Municipally Registered Property                                   | 2002 |        |
| F     | Bâtiment no 4                                                                                    | Téléverser                                                                            | Dartmouth            | 9 Grove Street, Nivens Avenue, French Cable Wharf, DREA                           | 44.671 -63.591       | 7843 | 1916    | Recognized Federal Heritage Building                              | 2000 |        |
| M     | Charles A. Robson House                                                                          | Charles A. Robson House                                                               | Dartmouth            | 64, Queen Street                                                                  | 44.6671 -63.5661     | 7252 | 1888    | Municipally Registered Property                                   | 1982 |        |
| M     | Christ Church                                                                                    | Christ Church                                                                         | Dartmouth            | 50 Wentworth Street                                                               | 44.6678 -63.5675     | 4583 | 1817    | Municipally Registered Property                                   | 1982 |        |
| M     | Cole Harbour Farm                                                                                | Téléverser                                                                            | Dartmouth            | 471 - 475 Poplar Drive                                                            | 44.6725 -63.4997     | 4204 |         | Municipally Registered Property                                   | 1985 |        |
| F     | Édifices Van Steenburgh et Polaris à l’Institut océeanographique de Bedford                      | Téléverser                                                                            | Dartmouth            | Baffin Boulevard                                                                  | 44.6829 -63.6113     | 4261 | 1962    | Recognized Federal Heritage Building                              | 2004 |        |
| M     | Elledge McElmon House                                                                            | Elledge McElmon House                                                                 | Dartmouth            | 52 King Street                                                                    | 44.6659 -63.5668     | 4135 | 1905    | Municipally Registered Property                                   | 1983 |        |
| M     | Grace Hiltz House                                                                                | Grace Hiltz House                                                                     | Dartmouth            | 47 Wentworth Street                                                               | 44.6674 -63.5682     | 3080 | 1909    | Municipally Registered Property                                   | 1983 |        |
| M     | Greenvale School                                                                                 | Greenvale School                                                                      | Dartmouth            | 130 Ochterloney Street                                                            | 44.6692 -63.5649     | 3366 | 1915    | Municipally Registered Property                                   | 1988 |        |
| M     | Henry Elliot House                                                                               | Henry Elliot House                                                                    | Dartmouth            | 99, Ochterloney Street                                                            | 44.6682 -63.5667     | 7119 |         | Municipally Registered Property                                   | 1982 |        |
| M     | James Austin House                                                                               | James Austin House                                                                    | Dartmouth            | 287 Portland Street                                                               | 44.6692 -63.5565     | 3467 | 1872    | Municipally Registered Property                                   | 1990 |        |
| M     | James Orman House                                                                                | James Orman House                                                                     | Dartmouth            | 34 King Street                                                                    | 44.6653 -63.5659     | 4878 | 1883    | Municipally Registered Property                                   | 1985 |        |
| M     | James Simmonds House                                                                             | James Simmonds House                                                                  | Dartmouth            | 51-53, Pleasant Street                                                            | 44.6682 -63.5591     | 5325 | 1895    | Municipally Registered Property                                   | 1984 |        |
| M     | James-Robson House                                                                               | James-Robson House                                                                    | Dartmouth            | 62 Queen Street                                                                   | 44.667 -63.5662      | 7253 | 1849    | Municipally Registered Property                                   | 1982 |        |
| M     | John Salisbury House                                                                             | John Salisbury House                                                                  | Dartmouth            | 42 Summit Street                                                                  | 44.67 -63.5555       | 4770 | 1830    | Municipally Registered Property                                   | 1988 |        |
| M     | Johnstone Chittick House                                                                         | Johnstone Chittick House                                                              | Dartmouth            | 149 Prince Albert Road                                                            | 44.6742 -63.5604     | 3853 | 1880    | Municipally Registered Property                                   | 1985 |        |
| M     | Joseph Howe Austen House                                                                         | Joseph Howe Austen House                                                              | Dartmouth            | 37, Pleasant Street                                                               | 44.6687 -63.5604     | 3712 | 1877    | Municipally Registered Property                                   | 1984 |        |
| M     | Leadley House                                                                                    | Leadley House                                                                         | Dartmouth            | 47 North Street                                                                   | 44.668 -63.5685      | 6718 |         | Municipally Registered Property                                   | 1983 |        |
| M     | Mystery House                                                                                    | Mystery House                                                                         | Dartmouth            | 95 King Street                                                                    | 44.6671 -63.5696     | 3482 | 1845    | Municipally Registered Property                                   | 1983 |        |
| M     | Oakwood House                                                                                    | Oakwood House                                                                         | Dartmouth            | 88A Crichton Avenue                                                               | 44.676 -63.5628      | 3354 | 1912    | Municipally Registered Property                                   | 2001 |        |
| M     | Owl Drug Store                                                                                   | Owl Drug Store                                                                        | Dartmouth            | 71 Portland Street                                                                | 44.6657 -63.5667     | 3355 | 1840    | Municipally Registered Property                                   | 1990 |        |
| P     | Quaker House                                                                                     | Quaker House                                                                          | Dartmouth            | 57-59 Ochterloney Street                                                          | 44.667 -63.5682      | (Nouvelle-Ecosse), 3066 (municipalite de Bedford) 2577 (Nouvelle-Ecosse), 3066 (municipalite de Bedford) | 1786    | Provincially Registered Property                                  | 1983 |        |
| M     | Robert Innes House                                                                               | Robert Innes House                                                                    | Dartmouth            | 7 Newcastle Street                                                                | 44.6672 -63.561      | 3624 | 1864    | Municipally Registered Property                                   | 1984 |        |
| M     | Samuel Greenwood House                                                                           | Samuel Greenwood House                                                                | Dartmouth            | 63 King Street                                                                    | 44.666 -63.5678      | 4123 | 1797    | Municipally Registered Property                                   | 1991 |        |
| M     | Sterns' Corner                                                                                   | Sterns' Corner                                                                        | Dartmouth            | 81 Alderney Drive                                                                 | 44.6645 -63.5682     | 3859 | 1894    | Municipally Registered Property                                   | 1982 |        |
| M     | Thomas Boggs-Lawrence Hartshorne House                                                           | Thomas Boggs-Lawrence Hartshorne House                                                | Dartmouth            | 53 Ochterloney Street                                                             | 44.6668 -63.5685     | 3424 | 1837    | Municipally Registered Property                                   | 1982 |        |
| M     | Thurso House                                                                                     | Thurso House                                                                          | Dartmouth            | 289 Portland Street                                                               | 44.6691 -63.5564     | 5085 | 1872    | Municipally Registered Property                                   | 2003 |        |
| M     | Victoria Road United Baptist Church                                                              | Victoria Road United Baptist Church                                                   | Dartmouth            | 36 Victoria Road                                                                  | 44.6691 -63.567      | 3852 | 1853    | Municipally Registered Property                                   | 1983 |        |
| M     | Wesley Forbes House                                                                              | Wesley Forbes House                                                                   | Dartmouth            | 41 Pleasant Street                                                                | 44.6686 -63.5602     | 7254 |         | Municipally Registered Property                                   | 1984 |        |
| M     | William Walker House                                                                             | William Walker House                                                                  | Dartmouth            | 119 Prince Albert Road                                                            | 44.6726 -63.5621     | 3566 | 1845    | Municipally Registered Property                                   | 1985 |        |
| M     | 782 East Chezzetcook Road                                                                        | Téléverser                                                                            | East Chezzetcook     | 782 East Chezzetcook Road                                                         | 44.7206 -63.2355     | 8046 | 1862    | Municipally Registered Property                                   | 1985 |        |
| M     | St. Paul’s Anglican Church                                                                       | Téléverser                                                                            | French Village       | 71 St. Paul’s Lane                                                                | 44.6271 -63.9239     | 8045 | 1863    | Municipally Registered Property                                   | 1997 |        |
| P     | William Black Memorial United Church                                                             | Téléverser                                                                            | Glen Margaret        | 10515 Peggy's Cove Road; No. 333 Highway                                          | 44.5864 -63.9154     | 9465 | 1821    | Provincially Registered Property                                  | 1994 |        |
| M     | 11 St. Margaret’s Bay Road                                                                       | 11 St. Margaret’s Bay Road                                                            | Halifax              | 11 St. Margaret’s Bay Road                                                        | 44.6416 -63.6229     | 10926 |         | Municipally Registered Property                                   | 2008 |        |
| M     | 1606 Bell Road                                                                                   | Téléverser                                                                            | Halifax              | 1606 Bell Road                                                                    | 44.6447 -63.5811     | 10631 | 1903    | Municipally Registered Property                                   | 1989 |        |
| M     | 1724 Granville Street                                                                            | Téléverser                                                                            | Halifax              | 1724 Granville Street                                                             | 44.6477 -63.5736     | 10536 | 1900    | Municipally Registered Property                                   | 1982 |        |
| M     | 1991 Prince Arthur Street                                                                        | 1991 Prince Arthur Street                                                             | Halifax              | 1991 Prince Arthur Street                                                         | 44.641 -63.6087      | 10459 |         | Municipally Registered Property                                   | 1981 |        |
| M     | 2548 Gottingen Street                                                                            | 2548 Gottingen Street                                                                 | Halifax              | 2548 Gottingen Street                                                             | 44.657 -63.5906      | 10574 |         | Municipally Registered Property                                   | 2004 |        |
| F     | 3/Bibliothèque militaire de Cambridge                                                            | 3/Bibliothèque militaire de Cambridge                                                 | Halifax              | Sackville Street                                                                  | 44.644 -63.576       | 3994 | 1886    | Recognized Federal Heritage Building                              | 2004 |        |
| M     | 5355 Russell Street                                                                              | 5355 Russell Street                                                                   | Halifax              | 5355 Russell Street                                                               | 44.6626 -63.5956     | 10701 | 1920    | Municipally Registered Property                                   | 2004 |        |
| M     | 5516 North Street                                                                                | 5516 North Street                                                                     | Halifax              | 5516 North Street                                                                 | 44.6569 -63.5917     | 10387 | 1895    | Municipally Registered Property                                   | 2007 |        |
| M     | 5522 North Street                                                                                | 5522 North Street                                                                     | Halifax              | 5522 North Street                                                                 | 44.6568 -63.5917     | 10382 |         | Municipally Registered Property                                   | 1995 |        |
| M     | 5651 - 5691 Inglis Street                                                                        | 5651 - 5691 Inglis Street                                                             | Halifax              | 5651 - 5691 Inglis Street                                                         | 44.6348 -63.5752     | 3953 | 1894    | Municipally Registered Property                                   | 1982 |        |
| M     | 5721 - 5765 Inglis Street                                                                        | 5721 - 5765 Inglis Street                                                             | Halifax              | 5721 - 5765 Inglis Street                                                         | 44.6343 -63.5772     | 4117 | 1910    | Municipally Registered Property                                   | 1982 |        |
| F     | Africville                                                                                       | Africville                                                                            | Halifax              | Seaview Park                                                                      | 44.6744 -63.6194     | 1153 |         | LHN                                                               | 1996 |        |
| M     | Alex Mclean House                                                                                | Alex Mclean House                                                                     | Halifax              | 1328 - 1332 Hollis Street                                                         | 44.6426 -63.5704     | 5324 | 1799    | Municipally Registered Property                                   | 1987 |        |
| F     | Ancien atelier de menuiserie et forge 110                                                        | Téléverser                                                                            | Halifax              |                                                                                   | 44.641 -63.559       | 2831 | 1890    | Recognized Federal Heritage Building                              | 1996 |        |
| F     | Ancien dépôt de munitions, bâtiment 629                                                          | Téléverser                                                                            | Halifax              |                                                                                   | 44.5917 -63.5575     | 4405 | 1873    | Recognized Federal Heritage Building                              | 1996 |        |
| F     | Ancien dépôt de munitions, bâtiment 91                                                           | Téléverser                                                                            | Halifax              |                                                                                   | 44.6412 -63.5594     | 4413 | 1877    | Recognized Federal Heritage Building                              | 1996 |        |
| F     | Ancien laboratoire, bâtiment 92                                                                  | Téléverser                                                                            | Halifax              |                                                                                   | 44.6412 -63.5594     | 4412 | 1890    | Recognized Federal Heritage Building                              | 1996 |        |
| F     | Ancienne école commemorative Hampton Gray, bâtiment 14                                           | Téléverser                                                                            | Halifax              |                                                                                   | 44.638 -63.498       | 4227 | 1959    | Recognized Federal Heritage Building                              | 2004 |        |
| M     | Anderson House                                                                                   | Anderson House                                                                        | Halifax              | 2519-2523 Brunswick Street                                                        | 44.6576 -63.5881     | 2473 | 1860    | Municipally Registered Property                                   | 1998 |        |
| M     | Avery House                                                                                      | Avery House                                                                           | Halifax              | 2370 Moran Street                                                                 | 44.652 -63.59        | 3849 | 1868    | Municipally Registered Property                                   | 2004 |        |
| P     | Bank of Nova Scotia                                                                              | Bank of Nova Scotia                                                                   | Halifax              | 1709 Hollis Street                                                                | 44.6478 -63.5726     | 6287 | 1931    | Provincially Registered Property                                  | 1986 |        |
| F     | Basilique St. Mary                                                                               | Basilique St. Mary                                                                    | Halifax              | 1508, Barrington Street                                                           | 44.6443 -63.5732     | 12131 | 1829    | LHN                                                               | 1997 | [ 3 ]  |
| F     | Batterie et magasin                                                                              | Batterie et magasin                                                                   | Halifax              | Shore Road and Purcell's Cove Road                                                | 44.5952 -63.5539     | 2015 | 1943    | Classified Federal Heritage Building                              | 1996 |        |
| F     | Batterie inférieure                                                                              | Téléverser                                                                            | Halifax              |                                                                                   | 44.64 -63.55         | 3163 | 1871    | Classified Federal Heritage Building                              | 1996 |        |
| M     | Bengal Lancers Property                                                                          | Bengal Lancers Property                                                               | Halifax              | 1690, Bell Road                                                                   | 44.6454 -63.5834     | 3316 | 1908    | Municipally Registered Property                                   | 2001 |        |
| M     | Benjamin Wier House                                                                              | Benjamin Wier House                                                                   | Halifax              | 1459 Hollis Street                                                                | 44.6438 -63.5707     | 3888 | 1863    | Municipally Registered Property                                   | 1981 |        |
| M     | Black-Binney House                                                                               | Black-Binney House                                                                    | Halifax              | 1472 Hollis Street                                                                | 44.644 -63.5713      | 6850 | 1819    | Municipally Registered Property                                   | 1982 |        |
| M     | Bollard House                                                                                    | Bollard House                                                                         | Halifax              | 1597 Dresden Row                                                                  | 44.6447 -63.5787     | (Nouvelle-Écosse), 3275 (municipalité de Bedford) 3971 (Nouvelle-Écosse), 3275 (municipalité de Bedford) | 1835    | Municipally Registered Property                                   | 1981 |        |
| F     | Bunker du poste de télémétrie                                                                    | Bunker du poste de télémétrie                                                         | Halifax              |                                                                                   | 44.5921 -63.5501     | 11658 | 1904    | Recognized Federal Heritage Building                              | 1996 |        |
| F     | Bâtiment 1                                                                                       | Téléverser                                                                            | Halifax              |                                                                                   | 44.6446 -63.5779     | 11276 | 1816    | Classified Federal Heritage Building                              | 2004 |        |
| F     | Bâtiment 6                                                                                       | Téléverser                                                                            | Halifax              |                                                                                   | 44.6451 -63.5765     | 11269 | 1903    | Recognized Federal Heritage Building                              | 1991 |        |
| F     | Bâtiment de l'ancien poste de garde / caserne de la pompe à incendie / hangar à charbon, no 114  | Téléverser                                                                            | Halifax              |                                                                                   | 44.6412 -63.5594     | 4418 |         | Recognized Federal Heritage Building                              | 1996 |        |
| F     | Bâtiment de l'ancien poste de garde et quartiers des prisonniers                                 | Téléverser                                                                            | Halifax              |                                                                                   | 44.6412 -63.5594     | 4415 | 1866    | Recognized Federal Heritage Building                              | 1996 |        |
| F     | Bâtiment du dépôt de pétrole et atelier de l'artificier                                          | Téléverser                                                                            | Halifax              |                                                                                   | 44.6005 -63.515      | 9952 | 1906    | Recognized Federal Heritage Building                              | 1997 |        |
| P     | Caldwell House                                                                                   | Caldwell House                                                                        | Halifax              | 1714 Robie Street                                                                 | 44.6437 -63.5891     | (Nouvelle-Ecosse), 5326 (municipalite de Bedford) 3138 (Nouvelle-Ecosse), 5326 (municipalite de Bedford) | 1840    | Provincially Registered Property                                  | 1990 |        |
| F     | Caponnière sud                                                                                   | Caponnière sud                                                                        | Halifax              |                                                                                   | 44.5917 -63.5575     | 4421 |         | Recognized Federal Heritage Building                              | 1996 |        |
| F     | Caponnières nord, bâtiment 82A & 82B                                                             | Téléverser                                                                            | Halifax              |                                                                                   | 44.6412 -63.5594     | 4416 | 1831    | Recognized Federal Heritage Building                              | 1996 |        |
| M     | Carlton Victorian Streetscape                                                                    | Téléverser                                                                            | Halifax              | 1452 - 1489 Carlton Street                                                        | 44.6402 -63.5848     | 3584 | 1906    | Municipally Registered Property                                   | 1985 |        |
| F     | Casemates                                                                                        | Téléverser                                                                            | Halifax              |                                                                                   | 44.5998 -63.5153     | 11040 | 1892    | Recognized Federal Heritage Building                              | 1997 |        |
| F     | Casemates défensives 5-6                                                                         | Téléverser                                                                            | Halifax              |                                                                                   | 44.647 -63.5805      | 4395 | 1848    | Recognized Federal Heritage Building                              | 1996 |        |
| F     | Casemates défensives 51 et 52                                                                    | Téléverser                                                                            | Halifax              |                                                                                   | 44.647 -63.5805      | 4406 | 1832    | Recognized Federal Heritage Building                              | 1996 |        |
| F     | Casemates défensives 57 et 58                                                                    | Téléverser                                                                            | Halifax              |                                                                                   | 44.647 -63.5805      | 4407 | 1832    | Recognized Federal Heritage Building                              | 1996 |        |
| M     | Charles F. Dewolf House                                                                          | Charles F. Dewolf House                                                               | Halifax              | 2125 Brunswick Street                                                             | 44.6531 -63.5813     | 1545 | 1875    | Municipally Registered Property                                   | 1993 |        |
| M     | Charles H. Willis House                                                                          | Charles H. Willis House                                                               | Halifax              | 5178 - 5180 Bishop Street                                                         | 44.643 -63.5713      | 3452 | 1864    | Municipally Registered Property                                   | 1987 |        |
| M     | Chebucto School                                                                                  | Chebucto School                                                                       | Halifax              | 6199 Chebucto Road                                                                | 44.6502 -63.5977     | 3479 | 1910    | Municipally Registered Property                                   | 1991 |        |
| M     | Church of Holy Redeemer                                                                          | Church of Holy Redeemer                                                               | Halifax              | 2128 Brunswick Street                                                             | 44.6529 -63.5816     | 7956 | 1874    | Municipally Registered Property                                   | 1984 |        |
| M     | Churchfield Barracks                                                                             | Churchfield Barracks                                                                  | Halifax              | 2046 - 2068 Brunswick Street                                                      | 44.6517 -63.5802     | 4122 | 1903    | Municipally Registered Property                                   | 1982 |        |
| F     | Citadelle d'Halifax                                                                              | Citadelle d'Halifax                                                                   | Halifax              | 5161 George Street                                                                | 44.6473 -63.5804     | 7622 | 1856    | LHN                                                               | 1935 |        |
| M     | Cleverdon Building                                                                               | Cleverdon Building                                                                    | Halifax              | 1709 Barrington Street                                                            | 44.5745 -63.574      | 1510 | 1880    | Municipally Registered Property                                   | 1983 |        |
| M     | Colwell Building                                                                                 | Colwell Building                                                                      | Halifax              | 1673 Barrington Street                                                            | 44.6469 -63.5737     | 1507 | 1881    | Municipally Registered Property                                   | 1981 |        |
| F     | Complexe de défense d'Halifax, Ile George, Fort Charlotte, Caponnières sud, sud-est et sud-ouest | Téléverser                                                                            | Halifax              |                                                                                   | 44.6412 -63.5594     | 4417 | 1867    | Recognized Federal Heritage Building                              | 1996 |        |
| F     | Corps de garde du ravin ouest                                                                    | Corps de garde du ravin ouest                                                         | Halifax              | Halifax Citadel, Halifax Defence Complex                                          | 44.647 -63.5805      | 4410 | 1849    | Recognized Federal Heritage Building                              | 1996 |        |
| F     | Courtine ouest                                                                                   | Courtine ouest                                                                        | Halifax              |                                                                                   | 44.647 -63.5805      | 4411 | 1856    | Recognized Federal Heritage Building                              | 1996 |        |
| F     | Cuisine, bâtiment 626                                                                            | Cuisine, bâtiment 626                                                                 | Halifax              |                                                                                   | 44.5917 -63.5575     | 4419 | 1873    | Recognized Federal Heritage Building                              | 1996 |        |
| M     | David Starr House                                                                                | David Starr House                                                                     | Halifax              | 2415 Brunswick Street                                                             | 44.6562 -63.5859     | 2380 | 1863    | Municipally Registered Property                                   | 1998 |        |
| M     | Dingle Tower                                                                                     | Dingle Tower                                                                          | Halifax              | 260 Dingle Road                                                                   | 44.6302 -63.5973     | 2447 | 1912    | Municipally Registered Property                                   | 1981 |        |
| M     | Dingle Tower and Sir Sanford Fleming Park                                                        | Dingle Tower and Sir Sanford Fleming Park                                             | Halifax              | 260 Dingle Road                                                                   | 44.6302 -63.5973     | 3079 | 1912    | Municipally Registered Property                                   | 1981 |        |
| F     | Dépôt de mines chargées                                                                          | Téléverser                                                                            | Halifax              |                                                                                   | 44.64 -63.55         | 16293 | 1900    | Recognized Federal Heritage Building                              | 1994 |        |
| F     | Édifice de l'Amirauté                                                                            | Édifice de l'Amirauté                                                                 | Halifax              | 20 CFB Stadacona (2725 Gottingen St. at CFB Halifax)                              | 44.6578 -63.5915     | 2629 | 1819    | LHN                                                               | 1977 | [ 4 ]  |
| F     | Édifice de l'Amirauté                                                                            | Édifice de l'Amirauté                                                                 | Halifax              | Gottingen Street                                                                  | 44.658 -63.5916      | 15292 | 1819    | ÉFP classé                                                        | 1984 | [ 5 ]  |
| M     | Edward Goreham House                                                                             | Edward Goreham House                                                                  | Halifax              | 5170 - 5172 Bishop Street                                                         | 44.6431 -63.5712     | 3451 | 1864    | Municipally Registered Property                                   | 1987 |        |
| M     | Ellen (Allie) Ahern House                                                                        | Ellen (Allie) Ahern House                                                             | Halifax              | 5308 South Street                                                                 | 44.6391 -63.5732     | 4181 | 1902    | Municipally Registered Property                                   | 2001 |        |
| F     | Emplacement de projecteurs bâtiment 6                                                            | Emplacement de projecteurs bâtiment 6                                                 | Halifax              |                                                                                   | 44.5958 -63.5117     | 10396 | 1940    | Recognized Federal Heritage Building                              | 1997 |        |
| F     | Emplacement des pièces 3 et 4, bâtiment du radar, magasin, abri d’équipage                       | Téléverser                                                                            | Halifax              |                                                                                   | 44.5996 -63.5145     | 9955 | 1906    | Recognized Federal Heritage Building                              | 1997 |        |
| F     | Emplacement des pièces, magasin et abri d’équipage 1                                             | Emplacement des pièces, magasin et abri d’équipage 1                                  | Halifax              |                                                                                   | 44.6003 -63.516      | 9921 | 1906    | Recognized Federal Heritage Building                              | 1997 |        |
| F     | Emplacement des pièces, magasin et abri d’équipage 2                                             | Téléverser                                                                            | Halifax              |                                                                                   | 44.6003 -63.5147     | 9920 | 1906    | Recognized Federal Heritage Building                              | 1997 |        |
| F     | Fernwood                                                                                         | Fernwood                                                                              | Halifax              | 700 Franklyn Street                                                               | 44.626 -63.5779      | 7603 |         | LHN                                                               | 1990 |        |
| M     | Fishwick & Company Building                                                                      | Fishwick & Company Building                                                           | Halifax              | 1861 Hollis Street                                                                | 44.6497 -63.5738     | 3379 | 1820    | Municipally Registered Property                                   | 1981 |        |
| M     | Fleming House                                                                                    | Fleming House                                                                         | Halifax              | 2549 - 2553 Brunswick Street                                                      | 44.6579 -63.5885     | 3378 | 1860    | Municipally Registered Property                                   | 1984 |        |
| M     | Former Church of England Institute                                                               | Former Church of England Institute                                                    | Halifax              | 1588 Barrington Street                                                            | 44.6459 -63.5735     | 2369 | 1888    | Municipally Registered Property                                   | 1981 |        |
| M     | Former City Club                                                                                 | Former City Club                                                                      | Halifax              | 1580 Barrington Street                                                            | 44.6457 -63.5735     | 1390 | 1831    | Municipally Registered Property                                   | 1981 |        |
| P     | Fort Massey United Church                                                                        | Fort Massey United Church                                                             | Halifax              | 1181 Queen Street                                                                 | 44.6389 -63.5733     | 7704 | 1871    | Provincially Registered Property                                  | 1996 |        |
| M     | Fraser House                                                                                     | Fraser House                                                                          | Halifax              | 2223 Brunswick Street                                                             | 44.6538 -63.5824     | 2458 | 1857    | Municipally Registered Property                                   | 2003 |        |
| M     | G.M. Smith Building                                                                              | G.M. Smith Building                                                                   | Halifax              | 1715-19 Barrington Street                                                         | 44.6475 -63.5741     | 7993 | 1893    | Municipally Registered Property                                   | 1982 |        |
| F     | Galerie de la contrescarpe                                                                       | Téléverser                                                                            | Halifax              |                                                                                   | 44.647 -63.5805      | 2991 | 1832    | Classified Federal Heritage Building                              | 1996 |        |
| F     | Gare ferroviaire de VIA Rail                                                                     | Gare ferroviaire de VIA Rail                                                          | Halifax              | 1161 Hollis Street                                                                | 44.64 -63.568        | 4521 | 1930    | Heritage Railway Station                                          | 1991 |        |
| M     | Geldert (Old Bowes)                                                                              | Geldert (Old Bowes)                                                                   | Halifax              | 5136 - 5138 Prince Street                                                         | 44.6476 -63.5723     | 3208 | 1862    | Municipally Registered Property                                   | 1982 |        |
| P     | George Wright House                                                                              | George Wright House                                                                   | Halifax              | 989 Young Avenue                                                                  | 44.6343 -63.5755     | 7324 | 1903    | Provincially Registered Property                                  | 1997 |        |
| P     | Grafton Street Methodist Church                                                                  | Grafton Street Methodist Church                                                       | Halifax              | 1544 Grafton Street                                                               | 44.6446 -63.575      | 7332 | 1869    | Provincially Registered Property                                  | 2006 |        |
| M     | Grand Parade                                                                                     | Téléverser                                                                            | Halifax              | 1790 Argyle Street                                                                | 44.6482 -63.5749     | 3146 | 1749    | Municipally Registered Property                                   | 1981 |        |
| M     | Granville Mall Streetscape                                                                       | Granville Mall Streetscape                                                            | Halifax              | 1854 - 1895 Granville Street                                                      | 44.6498 -63.5746     | 3398 | 1875    | Municipally Registered Property                                   | 1981 |        |
| M     | HMC Dockyard Clock                                                                               | Téléverser                                                                            | Halifax              | George Street                                                                     | 44.6493 -63.5717     | 3222 | 1767    | Municipally Registered Property                                   | 1981 |        |
| M     | Halifax Academy                                                                                  | Halifax Academy                                                                       | Halifax              | 1649 Brunswick Street                                                             | 44.6458 -63.5761     | (Nouvelle-Écosse), 3896 (Halifax) 5767 (Nouvelle-Écosse), 3896 (Halifax)                                 | 1878    | Municipally Registered Property                                   | 1981 |        |
| M     | Halifax Forum                                                                                    | Halifax Forum                                                                         | Halifax              | 2901 Windsor Street                                                               | 44.6555 -63.6046     | 3142 | 1927    | Municipally Registered Property                                   | 2003 |        |
| M     | Halifax Relief Commission Building                                                               | Halifax Relief Commission Building                                                    | Halifax              | 5555 Young Street                                                                 | 44.6618 -63.5998     | 3439 | 1920    | Municipally Registered Property                                   | 1982 |        |
| M     | Halliburton House                                                                                | Halliburton House                                                                     | Halifax              | 5184 Morris Street                                                                | 44.6418 -63.5708     | 3621 | 1823    | Municipally Registered Property                                   | 1985 |        |
| M     | Harrington MacDonald-Briggs Building                                                             | Harrington MacDonald-Briggs Building                                                  | Halifax              | 1865 Hollis Street; 1866 Upper Water Street                                       | 44.6498 -63.5738     | 3375 | 1820    | Municipally Registered Property                                   | 1981 |        |
| M     | Hennessey Place Hydrostones                                                                      | Hennessey Place Hydrostones                                                           | Halifax              | 5520 - 5532 Hennessey Place                                                       | 44.6623 -63.5997     | 3377 | 1922    | Municipally Registered Property                                   | 1995 |        |
| M     | Henry Busch House                                                                                | Henry Busch House                                                                     | Halifax              | 2575 - 2581 Creighton Street                                                      | 44.6565 -63.5913     | 4162 | 1872    | Municipally Registered Property                                   | 1992 |        |
| M     | Maison Henry                                                                                     | Maison Henry                                                                          | Halifax              | 1222 Barrington Street                                                            | 44.6404 -63.5708     | 3383 | 1834    | Municipally Registered Property                                   | 1981 |        |
| P     | Maison Henry                                                                                     | Maison Henry                                                                          | Halifax              | 1222 Barrington Street                                                            | 44.6404 -63.5708     | 4490 | 1835    | Provincially Registered Property                                  | 2005 |        |
| M     | Honourable William Annand House                                                                  | Honourable William Annand House                                                       | Halifax              | 1226 Hollis Street                                                                | 44.6407 -63.5696     | 4236 | 1871    | Municipally Registered Property                                   | 1985 |        |
| M     | Hôtel de ville                                                                                   | Hôtel de ville                                                                        | Halifax              | 1841 Argyle Street                                                                | 44.6489 -63.5753     | 3277 | 1890    | Municipally Registered Property                                   | 1981 | [ 6 ]  |
| F     | Hôtel de ville d'Halifax                                                                         | Hôtel de ville d'Halifax                                                              | Halifax              | 1841 Argyle Street                                                                | 44.6488 -63.575      | 12061 | 1890    | LHN                                                               | 1984 | [ 7 ]  |
| F     | Hôtel du Gouverneur                                                                              | Hôtel du Gouverneur                                                                   | Halifax              | 1451 Barrington Street                                                            | 44.6431 -63.5719     | 12641 | 1805    | National Historic Site of Canada                                  | 1982 | [ 8 ]  |
| P     | Hôtel du Gouverneur                                                                              | Hôtel du Gouverneur                                                                   | Halifax              | 1451 Barrington Street                                                            | 44.6435 -63.5715     | 2161 | 1807    | Provincially Registered Property                                  | 1983 | [ 9 ]  |
| M     | Huestis House                                                                                    | Huestis House                                                                         | Halifax              | 2275 Brunswick Street                                                             | 44.6544 -63.5834     | 3248 | 1887    | Municipally Registered Property                                   | 1988 |        |
| M     | Hydrostone Market                                                                                | Hydrostone Market                                                                     | Halifax              | 5515 - 5547 Young Street                                                          | 44.6621 -63.5994     | 3565 | 1921    | Municipally Registered Property                                   | 1982 |        |
| M     | Imperial Oil Building                                                                            | Imperial Oil Building                                                                 | Halifax              | 1860 Upper Water Street                                                           | 44.6498 -63.5735     | 3209 | 1927    | Municipally Registered Property                                   | 1985 |        |
| M     | James McKenzie House                                                                             | James McKenzie House                                                                  | Halifax              | 5675 North Street                                                                 | 44.6558 -63.5932     | 7092 | 1874    | Municipally Registered Property                                   | 1997 |        |
| M     | James Rose House                                                                                 | James Rose House                                                                      | Halifax              | 6201 Shirley Street                                                               | 44.6446 -63.5953     | 3824 | 1920    | Municipally Registered Property                                   | 2001 |        |
| M     | James West House                                                                                 | James West House                                                                      | Halifax              | 2461-2463 Brunwick Street                                                         | 44.6568 -63.5869     | 2457 | 1859    | Municipally Registered Property                                   | 1998 |        |
| M     | Jardins publics d'Halifax                                                                        | Jardins publics d'Halifax                                                             | Halifax              | 5769, Spring Garden Road                                                          | 44.6429 -63.5822     | 3221 | 1874    | Municipally Registered Property                                   | 1991 | [ 10 ] |
| F     | Jardins publics d'Halifax                                                                        | Jardins publics d'Halifax                                                             | Halifax              | Spring Garden Road                                                                | 44.6428 -63.5803     | 2633 | 1879    | LHN                                                               | 1983 | [ 11 ] |
| M     | Joseph Seeton House                                                                              | Joseph Seeton House                                                                   | Halifax              | 1253 Barrington Street                                                            | 44.6411 -63.5707     | 3530 | 1864    | Municipally Registered Property                                   | 1981 |        |
| M     | Keith Hall and Brewery                                                                           | Keith Hall and Brewery                                                                | Halifax              | 1475 Hollis Street; 1496 Lower Water Street                                       | 44.6446 -63.5713     | 11003 |         | Municipally Registered Property                                   | 1985 |        |
| F     | L'Horloge de la ville sur la colline Citadelle                                                   | L'Horloge de la ville sur la colline Citadelle                                        | Halifax              | Brunswick Street                                                                  | 44.6474 -63.5776     | 4260 | 1962    | ÉFP classé                                                        | 2004 |        |
| M     | Lenoir Building                                                                                  | Lenoir Building                                                                       | Halifax              | 1659-1663 Hollis Street                                                           | 44.6471 -63.5723     | 3294 | 1816    | Municipally Registered Property                                   | 1982 |        |
| F     | Lieu historique national de la Maison Jonathan McCully                                           | Lieu historique national de la Maison Jonathan McCully                                | Halifax              | 2507 Brunswick Street                                                             | 44.6574 -63.5881     | 1144 | 1857    | National Historic Site of Canada                                  | 1975 |        |
| F     | Lieu historique national du Canada S.S. Acadia                                                   | Lieu historique national du Canada S.S. Acadia                                        | Halifax              | 1675 Lower Water Street                                                           | 44.648 -63.5701      | 12741 |         | National Historic Site of Canada                                  | 1976 |        |
| F     | Lieu historique national du Canada de l'Ancien magasin de chaussures anglaises Coombs            | Lieu historique national du Canada de l'Ancien magasin de chaussures anglaises Coombs | Halifax              | 1883-1885 Granville Street                                                        | 44.649906 -63.573345 | 1393 | 1860    | National Historic Site of Canada                                  | 1980 |        |
| F     | Lieu historique national du Canada de l'Ancien-Cimetière                                         | Lieu historique national du Canada de l'Ancien-Cimetière                              | Halifax              | Barrington Street                                                                 | 44.6433 -63.5729     | 9982 | 1844    | National Historic Site of Canada                                  | 1991 |        |
| F     | Lieu historique national du Canada de l'Arrondissement-Hydrostone                                | Lieu historique national du Canada de l'Arrondissement-Hydrostone                     | Halifax              |                                                                                   | 44.663 -63.6025      | 7625 |         | National Historic Site of Canada                                  | 1993 |        |
| F     | Lieu historique national du Canada de l'Édifices-des-Quais-d'Halifax                             | Lieu historique national du Canada de l'Édifices-des-Quais-d'Halifax                  | Halifax              | Upper Water Street                                                                | 44.6502 -63.5733     | (Canada), 1536 (Halifax) 1614 (Canada), 1536 (Halifax)                                                   | 1905    | National Historic Site of Canada                                  | 1963 |        |
| F     | Lieu historique national du Canada de l'Église anglicane St. George / église ronde               | Lieu historique national du Canada de l'Église anglicane St. George / église ronde    | Halifax              | 2222 Brunswick Street                                                             | 44.6538 -63.5831     | 4446 | 1812    | National Historic Site of Canada                                  | 1983 |        |
| F     | Lieu historique national du Canada de l'Église « Little Dutch »                                  | Lieu historique national du Canada de l'Église « Little Dutch »                       | Halifax              | Brunswick Street                                                                  | 44.656 -63.5855      | 12462 | 1760    | National Historic Site of Canada                                  | 1996 |        |
| F     | Lieu historique national du Canada de l'Église-Anglicane-St. Paul                                | Lieu historique national du Canada de l'Église-Anglicane-St. Paul                     | Halifax              | 1 St. Paul's Hill                                                                 | 44.6475 -63.5746     | 12134 | 1750    | National Historic Site of Canada                                  | 1981 |        |
| F     | Lieu historique national du Canada de l'Île-Georges                                              | Lieu historique national du Canada de l'Île-Georges                                   | Halifax              |                                                                                   | 44.6413 -63.5593     | 7619 | 1749    | National Historic Site of Canada                                  | 1965 |        |
| F     | Lieu historique national du Canada de l'Îlot-Granville                                           | Lieu historique national du Canada de l'Îlot-Granville                                | Halifax              | Granville, Hollis and Duke Streets                                                | 44.6498 -63.5744     | 12463 | 1904    | National Historic Site of Canada                                  | 2007 |        |
| F     | Lieu historique national du Canada de la Maison Black-Binney                                     | Lieu historique national du Canada de la Maison Black-Binney                          | Halifax              | 1472 Hollis Street                                                                | 44.6432 -63.5706     | 10583 | 1819    | National Historic Site of Canada                                  | 1965 |        |
| F     | Lieu historique national du Canada de la Maison-Akins                                            | Lieu historique national du Canada de la Maison-Akins                                 | Halifax              | 2151 Brunswick Street                                                             | 44.6533 -63.582      | 13963 |         | National Historic Site of Canada                                  | 1965 |        |
| F     | Lieu historique national du Canada de la Tour-Commémorative                                      | Téléverser                                                                            | Halifax              | Parkhill Road                                                                     | 44.63 -63.5975       | 12262 | 1912    | National Historic Site of Canada                                  | 2008 |        |
| F     | Lieu historique national du Canada de la salle d'exercices de Halifax                            | Lieu historique national du Canada de la salle d'exercices de Halifax                 | Halifax              | 2667 North Park Street                                                            | 44.6518 -63.5869     | 13395 | 1899    | National Historic Site of Canada                                  | 1989 |        |
| F     | Lieu historique national du Canada de l’Encampement-d’Anville                                    | Lieu historique national du Canada de l’Encampement-d’Anville                         | Halifax              | Bedford Highway                                                                   | 44.6747 -63.6466     | 14826 |         | National Historic Site of Canada                                  | 1925 |        |
| F     | Lieu historique national du Canada du Chantier-Naval-d'Halifax                                   | Lieu historique national du Canada du Chantier-Naval-d'Halifax                        | Halifax              | Barrington and Upper Water Streets                                                | 44.6588 -63.5838     | 16146 | 1758    | National Historic Site of Canada                                  | 1923 |        |
| F     | Lieu historique national du Canada du Fort-McNab                                                 | Lieu historique national du Canada du Fort-McNab                                      | Halifax              |                                                                                   | 44.6016 -63.5149     | 15810 | 1892    | National Historic Site of Canada                                  | 1965 |        |
| M     | Lithgow House                                                                                    | Lithgow House                                                                         | Halifax              | 5172 Morris Street                                                                | 44.6418 -63.5705     | 3622 | 1870    | Municipally Registered Property                                   | 1985 |        |
| P     | Little Dutch Church                                                                              | Little Dutch Church                                                                   | Halifax              | 2393 Brunswick Street                                                             | 44.6558 -63.5856     | (Nouvelle-Ecosse), 3252 (Halifax) 6482 (Nouvelle-Ecosse), 3252 (Halifax)                                 |         | Provincially Registered Property                                  | 1984 |        |
| M     | Local Women's Council House                                                                      | Local Women's Council House                                                           | Halifax              | 989 Young Ave                                                                     | 44.6343 -63.5755     | 3109 | 1903    | Municipally Registered Property                                   | 1984 |        |
| F     | Logement du commandant                                                                           | Téléverser                                                                            | Halifax              | 5425 Sackville Street                                                             | 44.644 -63.576       | 11106 | 1805    | Recognized Federal Heritage Building                              | 2004 |        |
| F     | Logement familial pour officiers                                                                 | Téléverser                                                                            | Halifax              | 5425 Sackville Street                                                             | 44.644 -63.577       | 11111 | 1903    | Recognized Federal Heritage Building                              | 2004 |        |
| F     | L’Ancien entrepôt du forgeron, no 90                                                             | Téléverser                                                                            | Halifax              |                                                                                   | 44.6412 -63.5594     | 4414 | 1877    | Recognized Federal Heritage Building                              | 1996 |        |
| M     | Macara-Barnstead Building                                                                        | Macara-Barnstead Building                                                             | Halifax              | 1796-1798 Granville Street                                                        | 44.6488 -63.5742     | 2459 | 1825    | Municipally Registered Property                                   | 1982 |        |
| F     | Magasin de batterie nord                                                                         | Magasin de batterie nord                                                              | Halifax              | Halifax Citadel                                                                   | 44.647 -63.5805      | 4408 | 1865    | Recognized Federal Heritage Building                              | 1996 |        |
| F     | Magasin de batterie sud                                                                          | Magasin de batterie sud                                                               | Halifax              |                                                                                   | 44.647 -63.5805      | 4425 | 1865    | Recognized Federal Heritage Building                              | 1996 |        |
| F     | Magasin principal, bâtiment 611                                                                  | Magasin principal, bâtiment 611                                                       | Halifax              |                                                                                   | 44.5958 -63.5556     | 4420 | 1870    | Recognized Federal Heritage Building                              | 1996 |        |
| F     | Maison Henry                                                                                     | Maison Henry                                                                          | Halifax              | 1222 Barrington Street                                                            | 44.6404 -63.5707     | 12665 | 1834    | LHN                                                               | 1969 |        |
| F     | Maison Wellington                                                                                | Maison Wellington                                                                     | Halifax              | Building S12, Barrington Street                                                   | 44.6618 -63.5937     | 16584 | 1860    | Classified Federal Heritage Building                              | 1986 |        |
| F     | Maison de l’amiral                                                                               | Maison de l’amiral                                                                    | Halifax              | 770 Young Avenue                                                                  | 44.63 -63.574        | 4756 | 1897    | Recognized Federal Heritage Building                              | 1992 |        |
| F     | Manège militaire d'Halifax                                                                       | Manège militaire d'Halifax                                                            | Halifax              | 2667, North Park Street                                                           | 44.6517 -63.587      | 3160 | 1899    | ÉFP classé                                                        | 1991 |        |
| M     | Mary Queen of Scots House                                                                        | Mary Queen of Scots House                                                             | Halifax              | 1266 Queen Street                                                                 | 44.6403 -63.5747     | 6751 | 1861    | Municipally Registered Property                                   | 1982 |        |
| M     | Mitchell House                                                                                   | Mitchell House                                                                        | Halifax              | 1684 Lower Water Street                                                           | 44.6477 -63.5716     | 3276 | 1830    | Municipally Registered Property                                   | 1981 |        |
| M     | Mont Blanc Anchor Site                                                                           | Mont Blanc Anchor Site                                                                | Halifax              | 110 Spinnaker Drive                                                               | 44.6377 -63.6162     | 2582 | 1987    | Municipally Registered Property                                   | 1984 |        |
| M     | Morse’s Teas                                                                                     | Morse’s Teas                                                                          | Halifax              | 1877-79 Hollis Street                                                             | 44.65 -63.574        | 7955 | 1841    | Municipally Registered Property                                   | 1981 |        |
| P     | Musée des beaux-arts de la Nouvelle-Écosse                                                       | Musée des beaux-arts de la Nouvelle-Écosse                                            | Halifax              | 1741, Hollis Street                                                               | 44.6485 -63.5729     | 2853 | 1868    | Bien patrimonial provincial                                       | 1988 |        |
| M     | National Film Board Building                                                                     | National Film Board Building                                                          | Halifax              | 1572 Barrington Street                                                            | 44.6453 -63.5738     | 5553 | 1891    | Municipally Registered Property                                   | 1985 |        |
| F     | NCSM Sackville                                                                                   | NCSM Sackville                                                                        | Halifax              | 1655 Lower Water Street                                                           | 44.6474 -63.57       | 14548 | 1941    | LHN                                                               | 1988 |        |
| M     | Nova Scotia Furnishings                                                                          | Nova Scotia Furnishings                                                               | Halifax              | 1668 Barrington Street                                                            | 44.6466 -63.5739     | 7957 | 1894    | Municipally Registered Property                                   | 1981 |        |
| M     | Oakland Lodge                                                                                    | Oakland Lodge                                                                         | Halifax              | 1124 Robie Street                                                                 | 44.635 -63.5847      | 4138 | 1885    | Municipally Registered Property                                   | 1982 |        |
| P     | Old Burying Ground                                                                               | Old Burying Ground                                                                    | Halifax              | 1460 Barrington Street                                                            | 44.6434 -63.5728     | 6787 | 1749    | Provincially Registered Property                                  | 1988 |        |
| M     | Old Fire Station                                                                                 | Old Fire Station                                                                      | Halifax              | 1679 Bedford Row                                                                  | 44.6476 -63.5719     | 3211 | 1898    | Municipally Registered Property                                   | 1981 |        |
| P     | Palais de justice d'Halifax                                                                      | Palais de justice d'Halifax                                                           | Halifax              | 5250 Spring Garden Road                                                           | 44.6437 -63.5738     | 1677 | 1862    | Provincially Registered Property                                  | 1983 | [ 12 ] |
| M     | Ott-Beamish Cottage                                                                              | Ott-Beamish Cottage                                                                   | Halifax              | 2229 Brunswick Street                                                             | 44.6538 -63.5825     | 1966 | 1845    | Municipally Registered Property                                   | 1981 |        |
| M     | P. Martin Liquors Building                                                                       | P. Martin Liquors Building                                                            | Halifax              | 1870 Upper Water Street                                                           | 44.65 -63.5737       | 3433 | 1875    | Municipally Registered Property                                   | 1981 |        |
| M     | Pacific Building                                                                                 | Pacific Building                                                                      | Halifax              | 1537 Barrington Street                                                            | 44.6451 -63.5727     | 5640 | 1911    | Municipally Registered Property                                   | 1981 |        |
| F     | Palais de justice d'Halifax                                                                      | Palais de justice d'Halifax                                                           | Halifax              | 5250 Spring Garden Road                                                           | 44.6436 -63.5738     | 12832 | 1860    | LHN                                                               | 1969 | [ 13 ] |
| M     | People's Bank Building                                                                           | People's Bank Building                                                                | Halifax              | 5159 Duke Street                                                                  | 44.6496 -63.5737     | 3735 | 1865    | Municipally Registered Property                                   | 1981 |        |
| F     | Phare                                                                                            | Phare                                                                                 | Halifax              |                                                                                   | 44.491 -63.919       | 2921 | 1915    | Classified Federal Heritage Building                              | 2002 |        |
| F     | Phare de la plage Maugher                                                                        | Phare de la plage Maugher                                                             | Halifax              |                                                                                   | 44.6023 -63.5336     | 16003 | 1941    | Recognized Federal Heritage Building                              | 2007 |        |
| M     | Pineo House (Caribou Lodge)                                                                      | Pineo House (Caribou Lodge)                                                           | Halifax              | 6 Armada Drive                                                                    | 44.6738 -63.6473     | 3376 | 1892    | Municipally Registered Property                                   | 1999 |        |
| F     | Poste de commandement                                                                            | Poste de commandement                                                                 | Halifax              |                                                                                   | 44.5917 -63.5575     | 6239 | 1904    | ÉFP reconnu                                                       | 1996 | [ 14 ] |
| F     | Poste de commandement de la batterie                                                             | Téléverser                                                                            | Halifax              |                                                                                   | 44.6002 -63.5153     | 9741 | 1940    | Recognized Federal Heritage Building                              | 1997 |        |
| F     | Poste de commandement du tir                                                                     | Poste de commandement du tir                                                          | Halifax              |                                                                                   | 44.59435 -63.5541    | 3203 | 1943    | Classified Federal Heritage Building                              | 1996 |        |
| P     | Prince and Hollis Buildings                                                                      | Téléverser                                                                            | Halifax              | 5136-38 Prince Street; 5140 Prince Street; 5144 Prince Street; 1695 Hollis Street | 44.6475 -63.5724     | 6642 | 1869    | Provincially Registered Property                                  | 1986 |        |
| M     | Princess Place Victorian Townhouses                                                              | Princess Place Victorian Townhouses                                                   | Halifax              | 2323 - 2337 Princess Place                                                        | 44.6517 -63.5908     | 4010 | 1876    | Municipally Registered Property                                   | 1987 |        |
| F     | Projecteurs 690, 691, 692                                                                        | Projecteurs 690, 691, 692                                                             | Halifax              |                                                                                   | 44.5917 -63.5575     | 4404 | 1941    | Recognized Federal Heritage Building                              | 1996 |        |
| P     | Province House                                                                                   | Téléverser                                                                            | Halifax              | 1726 Hollis Street                                                                | 44.648 -63.5731      | 1682 | 1819    | Provincially Registered Property                                  | 1983 | [ 15 ] |
| F     | Province House                                                                                   | Province House                                                                        | Halifax              | 1741 Hollis Street                                                                | 44.6482 -63.5732     | 14222 | 1819    | LHN                                                               | 1993 | [ 16 ] |
| M     | Pryor-Binney House                                                                               | Pryor-Binney House                                                                    | Halifax              | 5178 Morris Street                                                                | 44.6418 -63.5706     | 3623 | 1831    | Municipally Registered Property                                   | 1985 |        |
| F     | Quai 21                                                                                          | Quai 21                                                                               | Halifax              | 1055, Marginal Road                                                               | 44.6383 -63.5655     | 7648 | 1926    | LHN                                                               | 1997 |        |
| F     | Redan                                                                                            | Téléverser                                                                            | Halifax              |                                                                                   | 44.647 -63.5805      | 2996 | 1853    | Classified Federal Heritage Building                              | 1996 |        |
| F     | Redoute York                                                                                     | Redoute York                                                                          | Halifax              | Shore Road and Purcell's Cove Road                                                | 44.5952 -63.5539     | 7746 | 1793    | LHN                                                               | 1962 |        |
| M     | Robertson's Hardware & Warehouse                                                                 | Robertson's Hardware & Warehouse                                                      | Halifax              | 1675 Lower Water Street                                                           | 44.6478 -63.5713     | 4886 | 1880    | Municipally Registered Property                                   | 1985 |        |
| M     | Royal Bank Building                                                                              | Royal Bank Building                                                                   | Halifax              | 5509 - 5513 Young Street                                                          | 44.6625 -63.599      | 3438 | 1920    | Municipally Registered Property                                   | 1982 |        |
| F     | Résidence du commandant                                                                          | Téléverser                                                                            | Halifax              | 830 Young Avenue                                                                  | 44.6607 -63.5925     | 4755 | 1909    | Recognized Federal Heritage Building                              | 1992 |        |
| F     | Saillant nord-est                                                                                | Saillant nord-est                                                                     | Halifax              |                                                                                   | 44.647 -63.5805      | 4409 | 1846    | Recognized Federal Heritage Building                              | 1996 |        |
| F     | Saillant sud-est                                                                                 | Saillant sud-est                                                                      | Halifax              |                                                                                   | 44.64 -63.58         | 3173 | 1847    | Classified Federal Heritage Building                              | 1996 |        |
| P     | Saint George's Anglican Church                                                                   | Saint George's Anglican Church                                                        | Halifax              | 2222 Brunswick Street                                                             | 44.6534 -63.5829     | 6566 | 1812    | Provincially Registered Property                                  | 1999 |        |
| M     | Saint George's Church                                                                            | Saint George's Church                                                                 | Halifax              | 2222 Brunswick Street                                                             | 44.6537 -63.5828     | 3403 | 1812    | Municipally Registered Property                                   | 1981 |        |
| M     | Senator William Dennis House                                                                     | Senator William Dennis House                                                          | Halifax              | 1731 Rosebank Avenue; 6503 Jubilee Road                                           | 44.6405 -63.6012     | 4923 | 1914    | Municipally Registered Property                                   | 1992 |        |
| M     | Shaw Building                                                                                    | Shaw Building                                                                         | Halifax              | 1855-1859 Hollis Street                                                           | 44.6497 -63.5737     | 1534 | 1903    | Municipally Registered Property                                   | 1981 |        |
| M     | Sievert's Tobacco Building                                                                       | Sievert's Tobacco Building                                                            | Halifax              | 1573 Barrington Street                                                            | 44.6457 -63.5731     | 1392 | 1852    | Municipally Registered Property                                   | 2001 |        |
| M     | Sir Sandford Fleming Barn                                                                        | Téléverser                                                                            | Halifax              | 30-32 Dingle Road                                                                 | 44.6302 -63.5973     | 9372 | 1870    | Municipally Registered Property                                   | 1981 |        |
| M     | Sir Sandford Fleming Barn                                                                        | Téléverser                                                                            | Halifax              | 30-32 Dingle Road                                                                 | 44.6302 -63.5973     | 2451 | 1870    | Municipally Registered Property                                   | 1981 |        |
| M     | Sir Sandford Fleming Cottage                                                                     | Téléverser                                                                            | Halifax              | 30 Dingle Road                                                                    | 44.631 -63.603       | 2455 | 1870    | Municipally Registered Property                                   | 1985 |        |
| M     | Sir Sandford Fleming Cottage                                                                     | Téléverser                                                                            | Halifax              | 30 Dingle Road                                                                    | 44.631 -63.603       | 3848 | 1870    | Municipally Registered Property                                   | 1985 |        |
| M     | Smith Victorian Streetscape                                                                      | Smith Victorian Streetscape                                                           | Halifax              | 5214 - 5250 Smith Street                                                          | 44.6367 -63.5705     | 3851 | 1880    | Municipally Registered Property                                   | 1982 |        |
| M     | Smyth House                                                                                      | Smyth House                                                                           | Halifax              | 2237 Brunswick Street                                                             | 44.6539 -63.5827     | 3247 | 1849    | Municipally Registered Property                                   | 1988 |        |
| M     | South Park Victorian Streetscape                                                                 | South Park Victorian Streetscape                                                      | Halifax              | 1263 - 1283 and 1293 South Park Street                                            | 44.6394 -63.578      | 4008 | 1897    | Municipally Registered Property                                   | 1982 |        |
| M     | St. Augustine's Chapel                                                                           | Téléverser                                                                            | Halifax              | 68 Parkhill Road                                                                  | 44.6287 -63.5971     | 2383 | 1896    | Municipally Registered Property                                   | 1985 |        |
| M     | St. Mark's Church                                                                                | St. Mark's Church                                                                     | Halifax              | 5522 Russell Street                                                               | 44.6611 -63.5974     | 3826 | 1920    | Municipally Registered Property                                   | 1995 |        |
| P     | St. Mary's Basilica                                                                              | St. Mary's Basilica                                                                   | Halifax              | 5221, Spring Garden Road                                                          | 44.6444 -63.5733     | 7218 | 1829    | Provincially Registered Property                                  | 1984 | [ 17 ] |
| M     | St. Matthew’s Manse                                                                              | Téléverser                                                                            | Halifax              | 1355 Barrington Street                                                            | 44.6427 -63.5718     | 8015 | 1874    | Municipally Registered Property                                   | 1989 |        |
| P     | St. Patrick's Roman Catholic Church                                                              | St. Patrick's Roman Catholic Church                                                   | Halifax              | 2263 Brunswick Street                                                             | 44.6542 -63.5829     | 15335 | 1885    | Provincially Registered Property                                  | 1989 |        |
| P     | St. Paul's Anglican Church                                                                       | St. Paul's Anglican Church                                                            | Halifax              | 1747 Argyle Street                                                                | 44.6475 -63.5745     | 3065 | 1750    | Provincially Registered Property                                  | 1983 |        |
| M     | Story-Wilson House                                                                               | Story-Wilson House                                                                    | Halifax              | 5270 Morris Street                                                                | 44.6412 -63.573      | 3854 | 1834    | Municipally Registered Property                                   | 1982 |        |
| F     | Terrasse Lorne                                                                                   | Téléverser                                                                            | Halifax              | Building S-52 CFB Stadacona                                                       | 44.659 -63.5901      | 9501 | 1900    | Recognized Federal Heritage Building                              | 1986 |        |
| F     | Terrasse du Chantier naval                                                                       | Téléverser                                                                            | Halifax              | Buildings 77, 78 and 79 HMC Dockyard Terrace                                      | 44.6574 -63.5818     | 11261 | 1815    | Recognized Federal Heritage Building                              | 1987 |        |
| M     | The Bank of Nova Scotia                                                                          | The Bank of Nova Scotia                                                               | Halifax              | 1709 Hollis Street                                                                | 44.6478 -63.5726     | 3251 | 1931    | Municipally Registered Property                                   | 1985 |        |
| P     | The Benjamin Wier House                                                                          | Téléverser                                                                            | Halifax              | 1459 Hollis Street                                                                | 44.6438 -63.5707     | 3157 | 1864    | Provincially Registered Property                                  | 1987 |        |
| M     | The Bower                                                                                        | The Bower                                                                             | Halifax              | 5918 Rogers Drive                                                                 | 44.6286 -63.5795     | 6849 |         | Municipally Registered Property                                   | 1981 |        |
| P     | The Bower                                                                                        | The Bower                                                                             | Halifax              | 5918 Rogers Drive                                                                 | 44.6286 -63.5795     | 5224 | 1790    | Provincially Registered Property                                  | 1990 |        |
| P     | Thorndean                                                                                        | Thorndean                                                                             | Halifax              | 5680 Inglis Street                                                                | 44.6343 -63.5752     | 7288 | 1834    | Provincially Registered Property                                  | 1989 |        |
| M     | Thorndean                                                                                        | Thorndean                                                                             | Halifax              | 5680, Inglis Street                                                               | 44.6343 -63.5752     | 3380 | 1835    | Municipally Registered Property                                   | 1981 |        |
| F     | Tour Martello Prince-de-Galles                                                                   | Tour Martello Prince-de-Galles                                                        | Halifax              | Tower Road                                                                        | 44.6215 -63.5697     | 3175 | 1799    | ÉFP classé                                                        | 1996 |        |
| F     | Tour Prince-de-Galles                                                                            | Tour Prince-de-Galles                                                                 | Halifax              | Tower Road                                                                        | 44.6215 -63.5697     | 7471 | 1799    | LHN                                                               | 1943 |        |
| M     | Tower Victorian Streetscape                                                                      | Tower Victorian Streetscape                                                           | Halifax              | 1041 - 1105 Tower Road                                                            | 44.6354 -63.578      | 4011 | 1900    | Municipally Registered Property                                   | 1982 |        |
| M     | Universalist Church                                                                              | Téléverser                                                                            | Halifax              | 2146 Brunswick Street                                                             | 44.653 -63.582       | 3897 | 1878    | Municipally Registered Property                                   | 1997 |        |
| P     | Universalist Unitarian Church of Halifax                                                         | Universalist Unitarian Church of Halifax                                              | Halifax              | 5500, Inglis Street                                                               | 44.6349 -63.5729     | 5768 | 1823    | Provincially Registered Property                                  | 1984 |        |
| M     | W. M. Brown Building                                                                             | Téléverser                                                                            | Halifax              | 1549-51 Barrington Street                                                         | 44.6452 -63.573      | 8069 |         | Municipally Registered Property                                   | 1983 |        |
| M     | Walden Square                                                                                    | Téléverser                                                                            | Halifax              | 5419 Portland Place                                                               | 44.6521 -63.5812     | 3731 | 1864    | Municipally Registered Property                                   | 1994 |        |
| P     | West-Buley House                                                                                 | Téléverser                                                                            | Halifax              | 2146 Brunswick Street                                                             | 44.653 -63.582       | 7394 | 1878    | Provincially Registered Property                                  | 1992 |        |
| M     | West-Hawkins House                                                                               | West-Hawkins House                                                                    | Halifax              | 2421 Brunswick Street                                                             | 44.6563 -63.586      | 2456 | 1857    | Municipally Registered Property                                   | 1992 |        |
| P     | West-Osler House                                                                                 | Téléverser                                                                            | Halifax              | 2140 Brunswick Street                                                             | 44.6529 -63.582      | 7395 | 1878    | Provincially Registered Property                                  | 1992 |        |
| M     | West-Vaux House                                                                                  | West-Vaux House                                                                       | Halifax              | 2427 - 2429 Brunswick Street                                                      | 44.6563 -63.5862     | 3585 | 1863    | Municipally Registered Property                                   | 1997 |        |
| P     | West-Webster House                                                                               | Téléverser                                                                            | Halifax              | 2138 Brunswick Street                                                             | 44.6528 -63.5819     | 3679 | 1874    | Provincially Registered Property                                  | 1996 |        |
| M     | William DeBlois House                                                                            | Téléverser                                                                            | Halifax              | 1346 Hollis Street                                                                | 44.6429 -63.5706     | 6785 |         | Municipally Registered Property                                   | 1981 |        |
| M     | William Fraser House                                                                             | Téléverser                                                                            | Halifax              | 5182 - 5184 Bishop Street                                                         | 44.643 -63.5714      | 3468 | 1864    | Municipally Registered Property                                   | 1987 |        |
| M     | Wright Building                                                                                  | Téléverser                                                                            | Halifax              | 1672-74 Barrington Street                                                         | 44.6468 -63.5739     | 10700 | 1896    | Municipally Registered Property                                   | 1981 |        |
| F     | Édifice Cavalier                                                                                 | Téléverser                                                                            | Halifax              |                                                                                   | 44.647 -63.5805      | 2989 | 1832    | Classified Federal Heritage Building                              | 1996 |        |
| F     | Édifice Currie, S37                                                                              | Téléverser                                                                            | Halifax              |                                                                                   | 44.6607 -63.5925     | 9581 | 1942    | Recognized Federal Heritage Building                              | 1998 |        |
| F     | Édifice Murray (S-15)                                                                            | Téléverser                                                                            | Halifax              | CFB Halifax                                                                       | 44.6607 -63.5925     | 9518 | 1943    | Recognized Federal Heritage Building                              | 2000 |        |
| F     | Édifice Ralston                                                                                  | Téléverser                                                                            | Halifax              | 1557 Hollis Street                                                                | 44.6457 -63.5713     | 9515 | 1956    | Recognized Federal Heritage Building                              | 1999 |        |
| F     | Édifice S-17                                                                                     | Téléverser                                                                            | Halifax              |                                                                                   | 44.6608 -63.5938     | 9840 | 1944    | Recognized Federal Heritage Building                              | 1995 |        |
| F     | Édifice du Dominion                                                                              | Téléverser                                                                            | Halifax              | 1713 Bedford Row                                                                  | 45.393 -61.498       | 4336 | 1935    | Recognized Federal Heritage Building                              | 1990 |        |
| F     | Édifice fédéral du patrimoine classé Magasin principal et complexe du tunnel, bâtiment 89        | Téléverser                                                                            | Halifax              |                                                                                   | à géolocaliser       | 3164 | 1867    | Classified Federal Heritage Building                              | 1996 |        |
| F     | Édifice fédéral du patrimoine classé Magasin sud et salle de transition                          | Téléverser                                                                            | Halifax              |                                                                                   | à géolocaliser       | 3169 | 1848    | Classified Federal Heritage Building                              | 1996 |        |
| F     | Édifice fédéral du patrimoine reconnu Ancien quartiers des officiers mariés, bâtiment 125        | Téléverser                                                                            | Halifax              |                                                                                   | 44.641 -63.559       | 2830 | 1901    | Recognized Federal Heritage Building                              | 1996 |        |
| P     | Mackey House                                                                                     | Téléverser                                                                            | Ketch Harbour        | 1137 Ketch Harbour Road                                                           | 44.4919 -63.5528     | 15383 |         | Provincially Registered Property                                  | 1999 |        |
| M     | Memory Lane Heritage Village                                                                     | Téléverser                                                                            | Lake Charlotte       | 28 Clam Harbour Road                                                              | 44.764 -62.946       | 8044 |         | Municipally Registered Property                                   | 2004 |        |
| M     | Fultz House                                                                                      | Fultz House                                                                           | Lower Sackville      | 33 Sackville Drive                                                                | 44.7528 -63.6649     | 7120 |         | Municipally Registered Property                                   | 1990 |        |
| M     | Musquodoboit Harbour Railway Museum                                                              | Musquodoboit Harbour Railway Museum                                                   | Musquodoboit Harbour | 7895 Highway 7                                                                    | 44.9039 -62.4002     | 5334 | 1918    | Municipally Registered Property                                   | 2003 |        |
| P     | Rose Bank Cottage                                                                                | Téléverser                                                                            | Musquodoboit Harbour | 268 Highway 357                                                                   | 44.7968 -63.1585     | 3408 | 1848    | Provincially Registered Property                                  | 1988 |        |
| M     | St. John's Anglican Church                                                                       | St. John's Anglican Church                                                            | Peggys Cove          | 8 Church Road                                                                     | 44.495 -63.9156      | 3320 | 1884    | Municipally Registered Property                                   | 1993 |        |
| P     | York Manuel Fish Shed and Store                                                                  | York Manuel Fish Shed and Store                                                       | Peggys Cove          | 32 Lobster Lane                                                                   | 44.4936 -63.9161     | 14684 |         | Provincially Registered Property                                  | 1990 |        |
| M     | Stone House                                                                                      | Téléverser                                                                            | Port Dufferin        | 25049 Highway no. 7                                                               | 44.9039 -62.3985     | 7093 | 1874    | Municipally Registered Property                                   | 1993 |        |
| M     | Dorey House                                                                                      | Téléverser                                                                            | Queensland           | 15 Dorey Lane                                                                     | 44.3821 -64.0103     | 7250 |         | Municipally Registered Property                                   | 1991 |        |
| P     | Crystal Crescent Archaeological Site, Borden Number BcCv-01 to 03                                | Téléverser                                                                            | Sambro               | Crystal Crescent Provincial Park                                                  | 44.45 -63.62         | 6514 |         | Special Place                                                     | 1989 |        |
| F     | Gazomètre                                                                                        | Téléverser                                                                            | Sambro Island        |                                                                                   | 44.47 -63.59         | 4426 | 1939    | Recognized Federal Heritage Building                              | 1996 |        |
| F     | Tour de phare                                                                                    | Téléverser                                                                            | Sambro Island        |                                                                                   | 44.4333 -63.5667     | 3204 | 1760    | Classified Federal Heritage Building                              | 1996 |        |
| M     | MacPhee House                                                                                    | Téléverser                                                                            | Sheet Harbour        | 22404 Highway 7                                                                   | 44.9276 -62.5435     | 10927 |         | Municipally Registered Property                                   | 2008 |        |
| F     | Édifice S-27                                                                                     | Téléverser                                                                            | Stadacona            |                                                                                   | 44.659 -63.594       | 2930 | 1953    |                                                                   | 2002 |        |
| M     | St. James United Church                                                                          | Téléverser                                                                            | Spry Bay             | 43 Old Taylor Head Road                                                           | 44.8385 -62.5831     | 7249 | 1874    | Municipally Registered Property                                   | 1982 |        |
| P     | Lock #5, Shubenacadie Canal                                                                      | Téléverser                                                                            | Wellington           | 53 Kings Road                                                                     | 44.8639 -63.624      | 1788 | 1828    | Provincially Registered Property                                  | 1996 |        |